# Clotario Blest
Clotario Blest Riffo (Santiago del Cile, 17 novembre 1899 – Santiago del Cile, 31 maggio 1990) è stato un sindacalista cileno, fondatore della Central Única de Trabajadores de Chile e del Movimiento de Izquierda Rivolucionaria.

## Biografia

### Giovinezza
Nacque a Santiago il 17 novembre 1899. Suo padre, Ricardo Blest Ugarte, militare, si tolse la vita quando Clotario era bambino. Sua madre, Leopoldina Riffo Bustos, fu insegnante e direttrice scolastica.
Gli scioperi dell'inizio del XX secolo e la povertà della gente, insieme al suo profondo Cristianesimo, lo orientarono fin da giovanissimo verso l'anarco-sindacalismo. Studiò nel Seminario di Santiago, dove fu allievo di Fernando Vives del Solar e José María Caro, che ne influenzarono l'adesione al pensiero sociale cristiano e all'idea di una chiesa centrata sul popolo.
A 19 anni abbandonò il cammino religioso, dopo essere stato espulso dal Seminario per aver guidato una protesta contro le autorità. Nel 1922 iniziò a lavorare presso la Tesoreria Generale della Repubblica. Nello stesso periodo frequentava le conferenze del fondatore del movimento operaio cileno Luis Emilio Recabarren.

### Le associazioni sindacali
Nel 1931, insieme a Fernando Vives fondò la Lega Sociale Cilena. In quegli anni, di fronte al divieto di costituire sindacati, si dedicò - per cercare di organizzare i lavoratori - alla fondazione di associazioni sportive e culturali che avrebbero costituito l'anticamera del movimento sindacale cileno.
Nacquero così l'Associazione Sportiva delle Istituzioni Pubbliche (1938) e l'Associazione Nazionale degli Impiegati Fiscali (1943), presieduta dallo stesso Blest.
Il tentativo era quello di migliorare le condizioni sociali, culturali ed economiche dei lavoratori, e la creazione di queste piccole realtà divenne la piattaforma per dare unità al movimento operaio. L'obiettivo venne raggiunto con la creazione della Central Única de Trabajadores de Chile (CUT), il 15 febbraio 1953. La CUT, che Blest presiedette fino al 1961 e che sarebbe rimasta operativa fino al 1973, raggruppava tutti i lavoratori del Paese, e si caratterizzava per l'enfasi posta nella lotta per i diritti al di sopra delle differenze e degli orientamenti politici.
Nel 1965 Clotario Blest, insieme ad altri dirigenti sindacali, fondò il Movimiento de Izquierda Rivolucionaria (MIR), da cui successivamente si distaccò per i contrasti con le generazioni più giovani relativamente alle strategie di lotta. Nel 1976, durante la dittatura di Pinochet, ricreò il Comitato per la Difesa dei Diritti Umani che aveva fondato nel 1970. Nella stessa fase collaborò alla costituzione dell'Associazione dei Familiari dei Prigionieri Politici.

### La lotta
La sua lotta non si incentrò solamente nella creazione di gruppi sindacali, tanto che partecipò attivamente alle manifestazioni e agli scioperi, durante i quali si caratterizzò sempre per i propri discorsi infuocati, e fu arrestato oltre venti volte. Tra le sue battaglie si ricordano quelle contro la Legge Maledetta che intendeva porre fuorilegge il Partito Comunista del Cile durante il governo di Gabriel González Videla e contro le violazioni dei diritti umani durante il Regime di Pinochet.
Negli ultimi anni fu ospitato dai frati francescani. Morì a Santiago il 31 maggio 1990.